# Kanariengras
Das Kanariengras (Phalaris canariensis), auch Kanarien-Glanzgras Echtes Glanzgras oder Spitzsamen genannt, ist eine Pflanzenart aus der Gattung der Glanzgräser (Phalaris) innerhalb der Familie der Süßgräser (Poaceae).

## Beschreibung

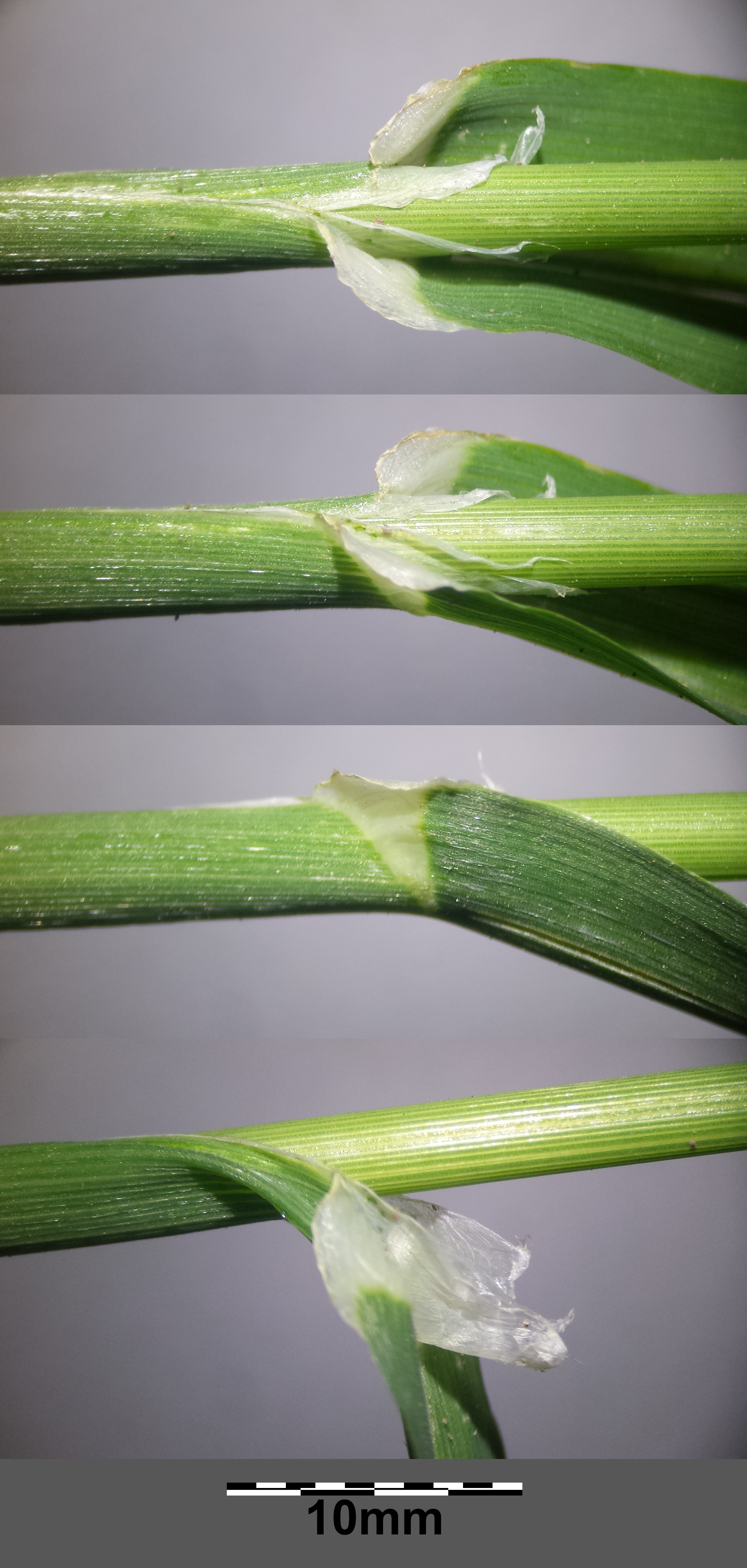
Halm mit Blattscheide und -häutchen

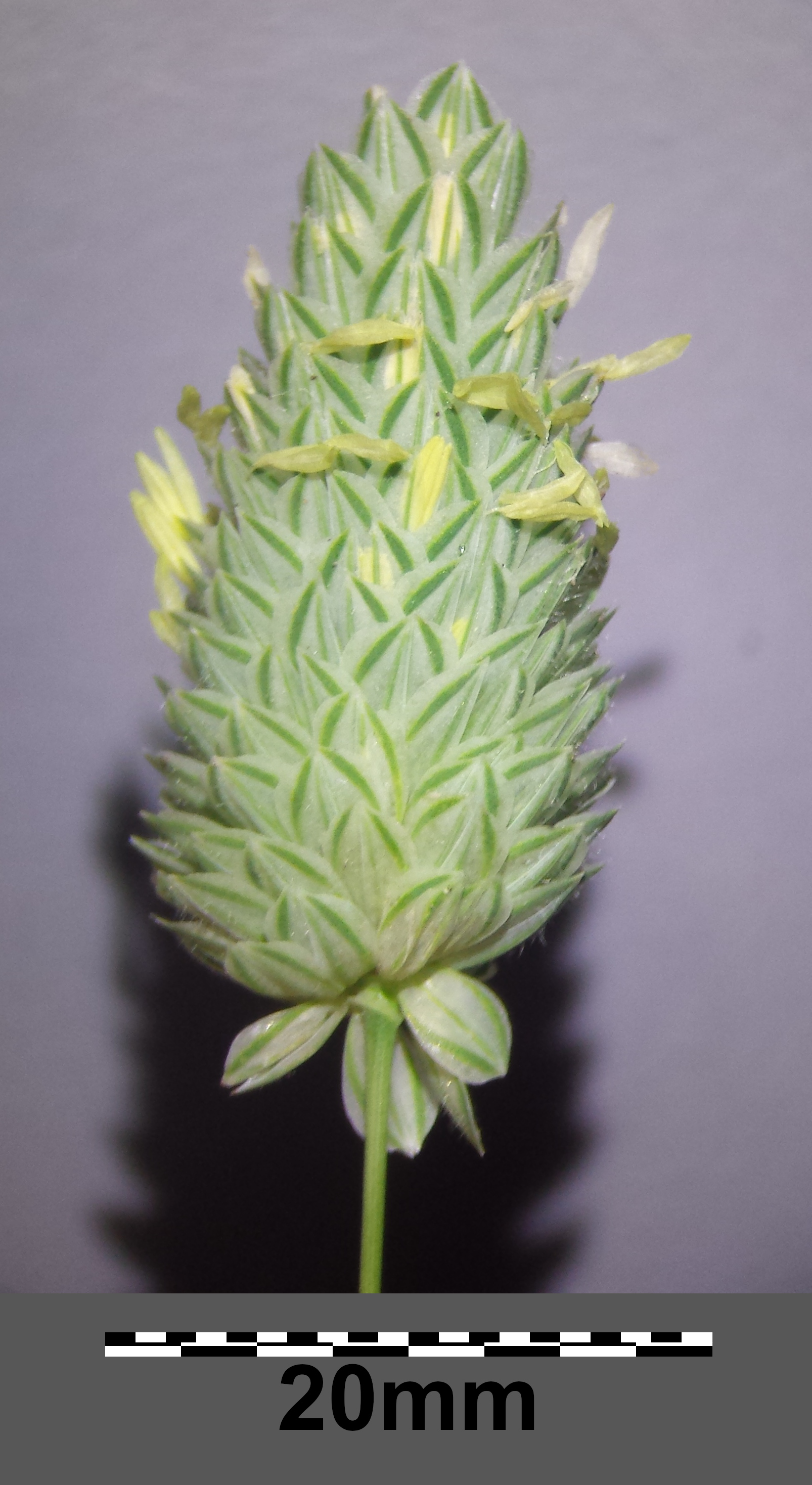
Blütenstand

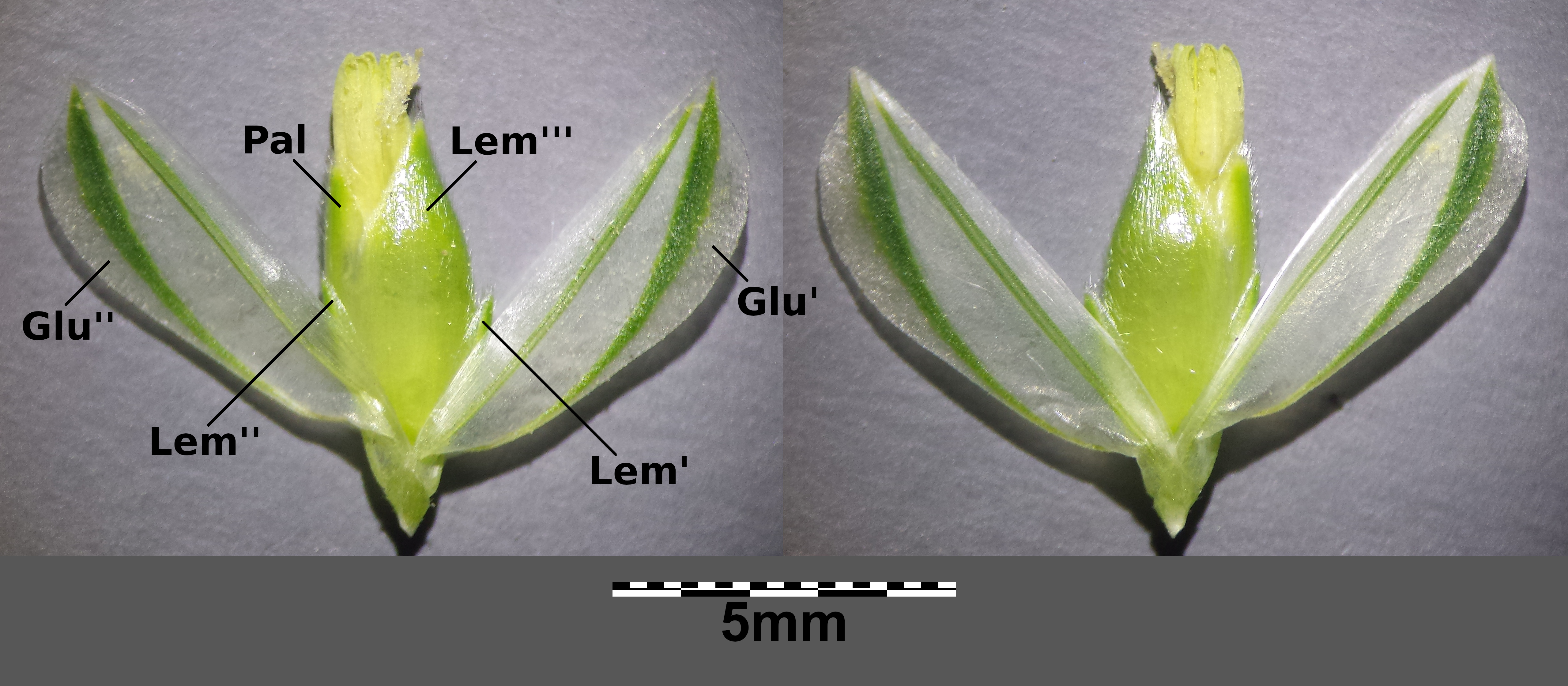
Ährchen

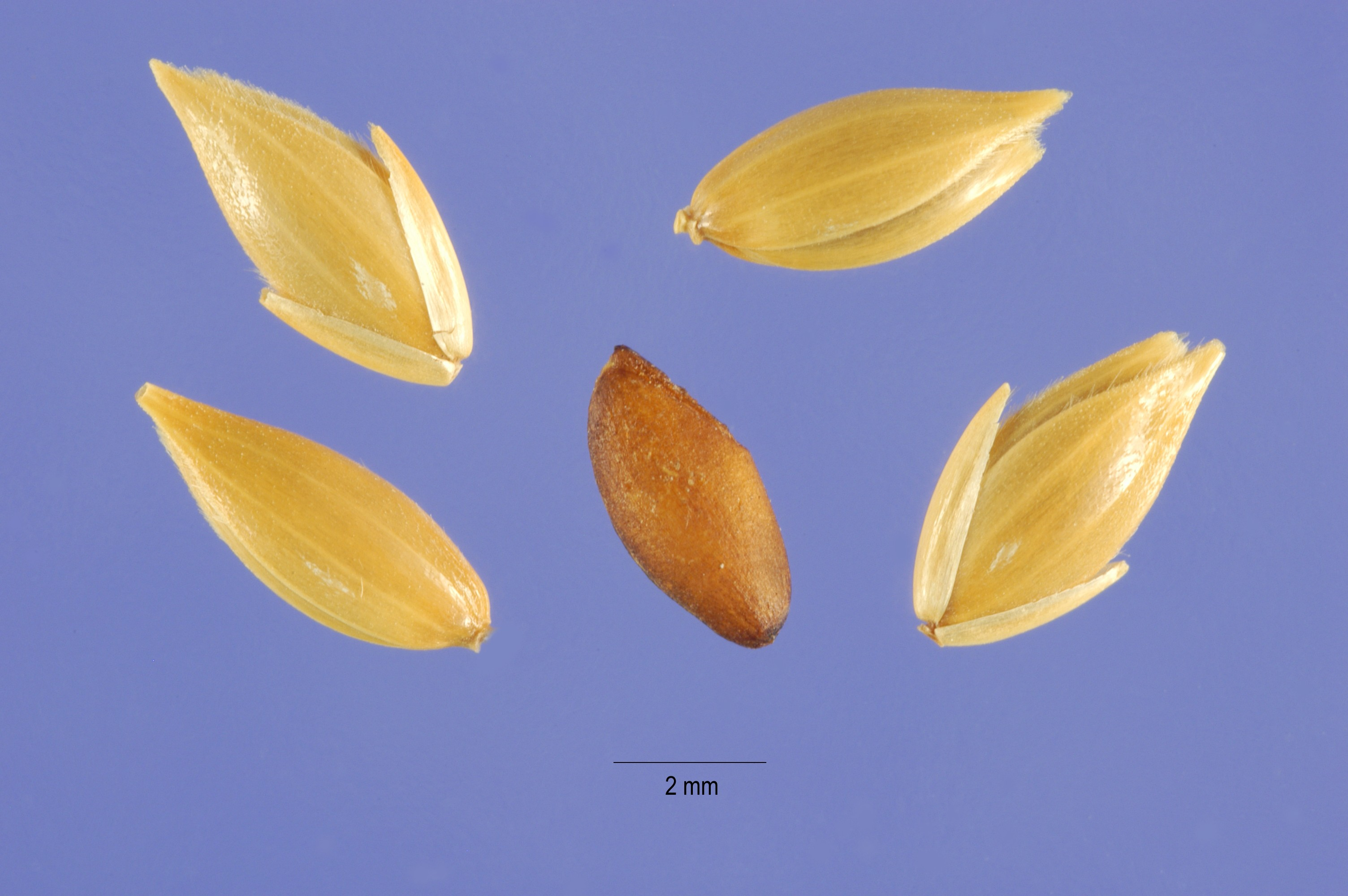
Karyopse

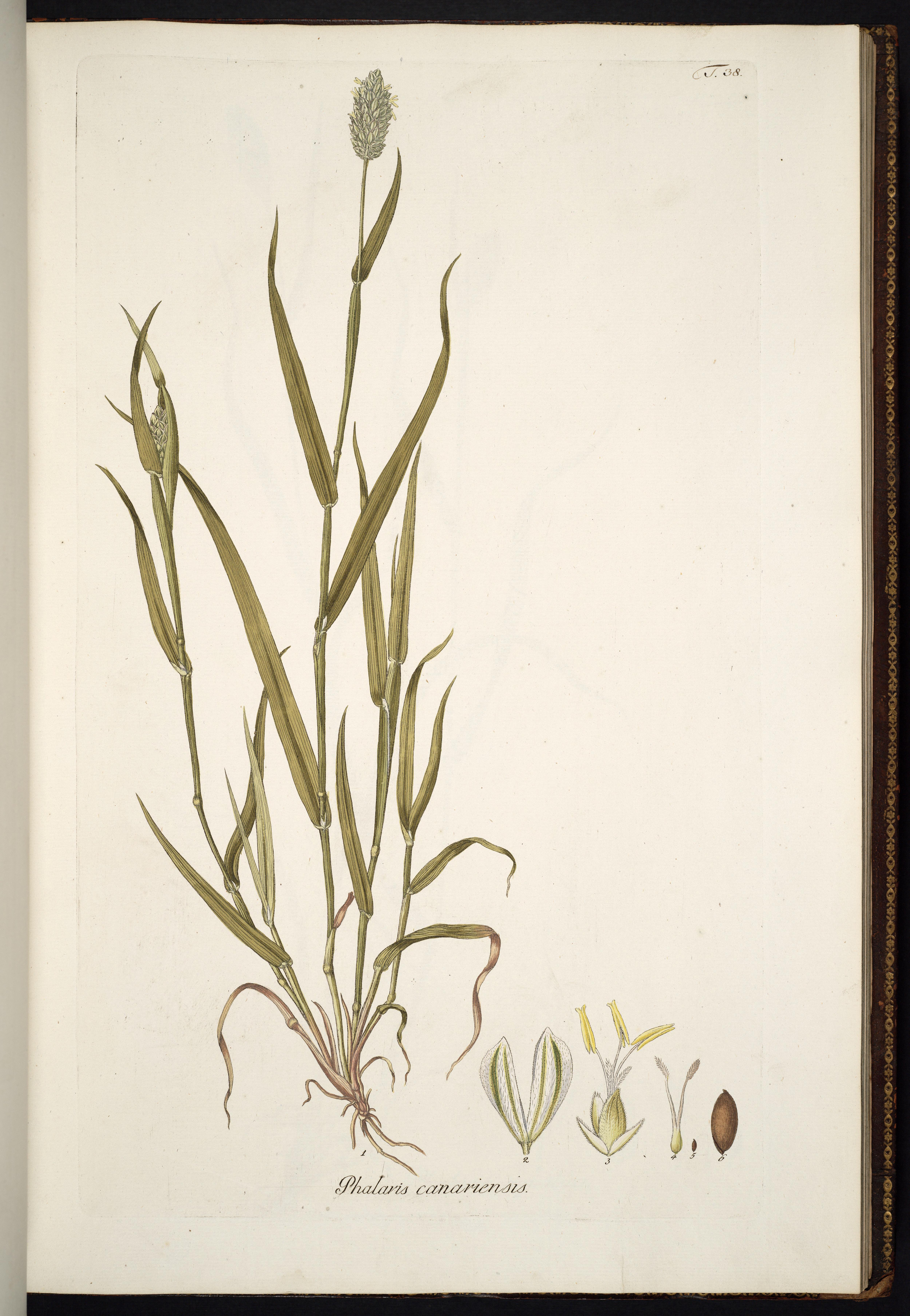
Illustration

### Vegetative Merkmale
Das Kanariengras ist eine einjährige krautige Pflanze, die Wuchshöhen von meist 20 bis 50 (15 bis zu 120) Zentimetern erreicht. Es wächst meist in Büscheln. Die aufrechten oder an den Knoten geknieten Halme sind glatt und kahl, im unteren Teil verzweigt oder unverzweigt und durch zwei bis vier oder bis zu sechs kahle Knoten gegliedert.
Die wechselständig am Halm angeordneten Laubblätter sind in Blattscheide und -spreite gegliedert. Die Blattscheiden sind gerieft und rau und haben deutliche Quernerven. Die oberste Blattscheide ist stark aufgeblasen. Die einfache Blattspreite ist bei einer Länge von 5 bis 20, selten bis zu 42 Zentimetern sowie einer Breite von 3 bis 12 Millimetern linealisch, flach, am Grunde etwas geöhrt, beiderseits stark gerieft und wie an den Rändern sehr rau. Das häutige Blatthäutchen (Ligula) ist ein 3 bis 6 Millimeter langer Hautsaum und am oberen Rand gerundet und oft gezähnelt oder zerschlitzt.

### Generative Merkmale
Die Blütezeit reicht von Juni bis September. Der rispige Blütenstand (Ährenrispengras) ist sehr dicht, aufrecht und bei einer Länge von 1,5 bis 4 Zentimetern sowie einer Breite von 1,5 bis 2 Zentimetern eiförmig bis länglich-eiförmig. Die Seitenäste sind sehr kurz und wie die 0,2 bis 0,8 Millimeter langen Ährchenstiele kurz bewimpert. Die seitlich deutlich abgeflachten Ährchen sind dreiblütig, wobei die beiden unteren Blüten steril und zu Deckspelzen reduziert sind, die oberste fertil ist. Die zwittrigen Ährchen sind bei einer Länge von 6 bis 8, selten bis 10 Millimetern sowie einer Breite von 4 bis 5 Millimetern verkehrt-eiförmig. Die Hüllspelzen sind drei- bis fünfnervig, 6 bis 8 Millimeter lang, weiß und grün gestreift, in der Seitenansicht breit-lanzettlich und am oberen Ende zugespitzt. Ihr hellgrüner Kiel ist in der oberen Hälfte einen Millimeter breit geflügelt und an den Seitenflächen weißlich gesäumt. Die Deckspelzen der beiden verkümmerten Blütchen sind 2 bis 3,5 Millimeter lang. Die Deckspelze des fruchtbaren, zwittrigen Blütchens ist 4 bis 5,5 Millimeter lang, in der Seitenansicht eiförmig, unbegrannt, etwa 0,5 Millimeter lang behaart und zur Reifezeit verdickt und verkahlend. Die Vorspelze ist zweinervig, 4 bis 5 Millimeter lang und am oberen Ende schmal gerundet. Die Staubbeutel sind 3 bis 4 Millimeter lang.
Die Karyopse ist 3 bis 4 Millimeter lang sowie etwa 1,5 Millimeter breit. Die Griffel sind an ihrer Basis verwachsen.

### Chromosomensatz
Die Chromosomengrundzahl beträgt x = 6; es liegt Diploidie mit einer Chromosomenzahl von 2n = 12 vor.

## Ökologie
Beim Kanariengras handelt es sich um einen Therophyten.
Die Bestäubung erfolgt durch den Wind.
Die Ausbreitung der Diaspore, es ist eine Schließfrucht, erfolgt durch den Wind (Anemochorie), Klett- und Klebausbreitung auf der Oberfläche von Tieren (Epichorie) oder die Diasporen werden absichtlich oder unabsichtlich durch den Menschen ausgebreitet (Hemerochorie).

## Vorkommen
Das Kanariengras ist in Makaronesien, in Nordafrika, im Nahen Osten und im Kaukasusraum verbreitet. Es gibt Fundortangaben für die Azoren, Madeira, die Kanarischen Inseln, Marokko, Tunesien, Algerien, Ägypten, Palästina, Israel, Georgien und den Nordkaukasien. Es wird weltweit angebaut und verwildert oft, es ist fast weltweit ein Neophyt.
In Mitteleuropa wird das Kanariengras als Zierpflanze kultiviert und kommt aus weggeworfenem Vogelfutter in Schuttunkrautgesellschaften in wärmeren Standorten vor. Es gedeiht in Mitteleuropa in Pflanzengesellschaften der Klassen Chenopodietea und Bidentetea tripartitae. In den Alpen wurde es im Graubünden bei Chamues-ch bei einer Höhenlage von 1720 Metern und bei Feldis bei 1480 Metern beobachtet.
Die ökologischen Zeigerwerte nach Landolt et al. 2010 sind in der Schweiz: Feuchtezahl F = 2w (mäßig trocken aber mäßig wechselnd), Lichtzahl L = 4 (hell), Reaktionszahl R = 3 (schwach sauer bis neutral), Temperaturzahl T = 5 (sehr warm-kollin), Nährstoffzahl N = 3 (mäßig nährstoffarm bis mäßig nährstoffreich), Kontinentalitätszahl K = 2 (subozeanisch).

## Taxonomie
Die Erstveröffentlichung von Phalaris canariensis erfolgte 1753 durch Carl von Linné in Species Plantarum, Tomus I, S. 54. Das Artepitheton canariensis bedeutet „von den Kanarischen Inseln“. Phalaris canariensis L. ist die Typusart der Gattung Phalaris L. Ein Synonym für Phalaris canariensis L. sind: Phalaris avicularis Salisb., Phalaris ovata Moench.

## Botanische Geschichte
Das Kanariengras wurde im 16. Jahrhundert von Spanien nach Holland gebracht und ist in Norddeutschland spätestens gegen Ende des 18. Jahrhunderts aufgetreten.
Früher wurde es auch beispielsweise in der Oberlausitz, im Elsaß, in Tschechien sowie in Österreich feldmäßig angebaut.

## Nutzung
Das Kanariengras hat seinen Trivialnamen davon, dass die Körner dieses Grases seit langer Zeit ein beliebtes Futter für „Stubenvögel“ insbesondere Kanarienvögel sind.
In Südeuropa finden die Früchte auch beim Brotbacken Verwendung. Außerdem benutzt man das Mehl von den Früchten in der Baumwollweberei zur Schlichtebereitung. Schlichte ist eine klebrige Flüssigkeit, mit der man die Kettfäden beim Weben tränkt, um eine gewisse Glätte und Steifheit zu erreichen.